# Gadanha
Castèunòu de Gadanha (en francès Châteauneuf-de-Gadagne) és un municipi francès situat al departament de la Valclusa i a la regió de Provença – Alps – Costa Blava.

## Demografia
| 1962                                       | 1968  | 1975  | 1982  | 1990  | 1999  | 2008  |
| ------------------------------------------ | ----- | ----- | ----- | ----- | ----- | ----- |
| 1.222                                      | 1.349 | 1.678 | 2.021 | 2.636 | 2.876 | 3.157 |
| Des de 1962: població sense dobles comptes |       |       |       |       |       |       |

## Administració
| Període | Identitat      | Partit |
| ------- | -------------- | ------ |
| 1994-   | Pierre Molland |        |

## Personatges il·lustres
- Anfós Tavan, un dels fundadors del Felibritge